# Брен (Златна обала)
Брен (фр. Brain) насеље је и општина у источном делу централне Француске у региону Бургоња, у департману Златна обала која припада префектури Монбар.
По подацима из 2011. године у општини је живело 29 становника, а густина насељености је износила 7,02 становника/km². Општина се простире на површини од 4,13 km². Налази се на средњој надморској висини од 285 метара (максималној 469 m, а минималној 269 m).

## Демографија
| 1962. | 1968. | 1975. | 1982. | 1990. | 1999. | 2011. |
| ----- | ----- | ----- | ----- | ----- | ----- | ----- |
| 28    | 42    | 30    | 40    | 35    | 23    | 29    |

График промене броја становника у току последњих година